# Velimir Kljaić
Velimir Kljaić (* 10. Februar 1946 in Šibenik, Jugoslawien; † 12. August 2010 in Zagreb) war ein kroatischer Handballspieler und Handballtrainer.

## Karriere
Kljaić kam relativ spät zum Handball und begann seine Karriere bei RK Medveščak Zagreb. Dort wurde er von Vlado Stenzel entdeckt. Für Jugoslawien bestritt der Abwehrspezialist fünf Länderspiele. Nach seiner aktiven Karriere wurde Kljaić Handballtrainer. Bis zu seinem Tod nach langer Krankheit war er als Experte für das kroatische Radio und Fernsehen tätig.
In Deutschland war er von 1984 bis 1988 Trainer von TuSpo Nürnberg. Mit der Mannschaft stieg er aus der zweiten Liga in die erste Liga auf. Danach wechselte Kljaić zur SG Wallau/Massenheim, die er von 1988 bis 1992 trainierte. Mit dieser Mannschaft wurde er 1992 Deutscher Meister und Deutscher Pokalsieger. In Anerkennung dieser Erfolge wurde er im gleichen Jahr „Handball-Trainer des Jahres“. Zum Saisonende ging Kljaić dann zum Ligarivalen TV Großwallstadt, wo er bis 1994 blieb. Es folgten zwei Jahre als Trainer von TUSEM Essen, bis er von 1996 bis 1998 wieder die SG Wallau/Massenheim trainierte. Parallel dazu war er Trainer der kroatischen Nationalmannschaft. Mit der Auswahl Kroatiens wurde er 1996 Olympiasieger in Atlanta. Er ging dann für einige Jahre zurück nach Kroatien zu Badel Zagreb. Mit dieser Mannschaft gewann Kljaić zweimal die kroatische Meisterschaft und den Pokalsieg und erreichte zweimal das Finale in der Champions League, das jeweils gegen den FC Barcelona verloren ging. Danach wurde Kljaić Trainer der Nationalmannschaften von Ägypten und Kuwait. 2004 kam er dann wieder in die Bundesliga und trainierte GWD Minden-Hannover. Der Mannschaft konnte er den Klassenerhalt sichern, aber nach nur einer Spielzeit wechselte Kljaić zur Saison 2005/2006 zum VfL Gummersbach. Nach einer Saison gab er aus „familiären und gesundheitlichen Gründen“ das Traineramt in Gummersbach auf. Im März 2007 wurde er Trainer des akut abstiegsgefährdeten TuS Nettelstedt-Lübbecke. Er konnte der Mannschaft den Klassenerhalt sichern, trat aber in der darauffolgenden Saison im Februar 2008 als Trainer zurück.

## Erfolge
- Olympiasieg als Trainer der kroatischen Nationalmannschaft 1996
- Deutscher Meister 1992 mit der SG Wallau/Massenheim
- Deutscher Pokalsieger 1992 mit der SG Wallau/Massenheim
- Kroatischer Meister und Pokalsieger 1999 mit Badel Zagreb
- Champions-League-Finale 1998 und 1999 mit Badel Zagreb
- EHF-Pokal 1992 mit der SG Wallau/Massenheim
- Handball-Trainer des Jahres 1992